# Sonoita (Arizona)
Sonoita is een plaats (census-designated place) in de Amerikaanse staat Arizona, en valt bestuurlijk gezien onder Santa Cruz County.

## Demografie
Bij de volkstelling in 2000 werd het aantal inwoners vastgesteld op 826.

## Geografie
Volgens het United States Census Bureau beslaat de plaats een oppervlakte van
118,1 km².
Het dorpje ligt op de kruising van de 82 en 83 Freeway en heeft een rodeoaccommodatie.

## Plaatsen in de nabije omgeving
De onderstaande figuur toont nabijgelegen plaatsen in een straal van 40 km rond Sonoita.